# China Open (tenis)
China Open este un turneu anual de tenis profesionist care are loc la Beijing, China, pe terenuri cu suprafață dură. Din 2004 este inclus în calendarul circuitului ATP (bărbați) și WTA (femei) și are loc la mijlocul lunii septembrie a fiecărui an.
La probele masculine, turneul a fost de categoria ATP International Series până în sezonul 2008 și a fost actualizat la ATP Open 500 începând cu sezonul 2009. La probele feminine, turneul a fost de categoria WTA Tier II până în 2008 și WTA Premier începând cu 2009.
Novak Djokovic este singurul jucător care a câștigat titlul de șase ori și deține distincția de a nu fi pierdut niciodată un meci la China Open. Djokovic deține recordul pentru victorii consecutive cu patru titluri. La dublu, frații Bryan sunt singura pereche de dublu care a câștigat titluri consecutive.
Svetlana Kuznetsova, Serena Williams, Agnieszka Radwańska și Caroline Wozniacki dețin recordul pentru cele mai multe titluri câștigate la turneul feminin, cu două titluri fiecare.

## Rezultate

### Simplu masculin
| An               | Campion                                              | Finalist                                             | Scor                                                 |
| ---------------- | ---------------------------------------------------- | ---------------------------------------------------- | ---------------------------------------------------- |
| ↓ ATP 250 ↓      |                                                      |                                                      |                                                      |
| 2004             | Marat Safin                                          | Mikhail Youzhny                                      | 7–6(7–4), 7–5                                        |
| 2005             | Rafael Nadal                                         | Guillermo Coria                                      | 5–7, 6–1, 6–2                                        |
| 2006             | Marcos Baghdatis                                     | Mario Ančić                                          | 6–4, 6–0                                             |
| 2007             | Fernando González                                    | Tommy Robredo                                        | 6–1, 3–6, 6–1                                        |
| 2008             | Andy Roddick                                         | Dudi Sela                                            | 6–4, 6–7(6–8), 6–3                                   |
| ↓ ATP Tour 500 ↓ |                                                      |                                                      |                                                      |
| 2009             | Novak Djokovic                                       | Marin Čilić                                          | 6–2, 7–6(7–4)                                        |
| 2010             | Novak Djokovic (2)                                   | David Ferrer                                         | 6–2, 6–4                                             |
| 2011             | Tomáš Berdych                                        | Marin Čilić                                          | 3–6, 6–4, 6–1                                        |
| 2012             | Novak Djokovic (3)                                   | Jo-Wilfried Tsonga                                   | 7–6(7–4), 6–2                                        |
| 2013             | Novak Djokovic (4)                                   | Rafael Nadal                                         | 6–3, 6–4                                             |
| 2014             | Novak Djokovic (5)                                   | Tomáš Berdych                                        | 6–0, 6–2                                             |
| 2015             | Novak Djokovic (6)                                   | Rafael Nadal                                         | 6–2, 6–2                                             |
| 2016             | Andy Murray                                          | Grigor Dimitrov                                      | 6–4, 7–6(7–2)                                        |
| 2017             | Rafael Nadal (2)                                     | Nick Kyrgios                                         | 6–2, 6–1                                             |
| 2018             | Nikoloz Basilașvili                                  | Juan Martín del Potro                                | 6–4, 6–4                                             |
| 2019             | Dominic Thiem                                        | Stefanos Tsitsipas                                   | 3–6, 6–4, 6–1                                        |
| 2020 2021        | Anulat din cauza pandemiei de COVID-19               | Anulat din cauza pandemiei de COVID-19               | Anulat din cauza pandemiei de COVID-19               |
| 2022             | Suspendat din cauza acuzațiilor făcute de Peng Shuai | Suspendat din cauza acuzațiilor făcute de Peng Shuai | Suspendat din cauza acuzațiilor făcute de Peng Shuai |
| 2023             | Jannik Sinner                                        | Daniil Medvedev                                      | 7–6(7–2), 7–6(7–2)                                   |
| 2024             | Carlos Alcaraz                                       | Jannik Sinner                                        | 6–7(8–6), 6–4, 7–6(7–3)                              |

### Simplu feminin
| An                        | Campioană                                            | Finalistă                                            | Scor                                                 |
| ------------------------- | ---------------------------------------------------- | ---------------------------------------------------- | ---------------------------------------------------- |
| 2004                      | Serena Williams                                      | Svetlana Kuznetsova                                  | 4–6, 7–5, 6–4                                        |
| 2005                      | Maria Kirilenko                                      | Anna-Lena Grönefeld                                  | 6–3, 6–4                                             |
| 2006                      | Svetlana Kuznetsova                                  | Amélie Mauresmo                                      | 6–4, 6–0                                             |
| 2007                      | Ágnes Szávay                                         | Jelena Janković                                      | 6–7(7–9), 7–5, 6–2                                   |
| 2008                      | Jelena Janković                                      | Svetlana Kuznetsova                                  | 6–3, 6–2                                             |
| ↓ WTA Premier Mandatory ↓ |                                                      |                                                      |                                                      |
| 2009                      | Svetlana Kuznetsova (2)                              | Agnieszka Radwańska                                  | 6–2, 6–4                                             |
| 2010                      | Caroline Wozniacki                                   | Vera Zvonareva                                       | 6–3, 3–6, 6–3                                        |
| 2011                      | Agnieszka Radwańska                                  | Andrea Petkovic                                      | 7–5, 0–6, 6–4                                        |
| 2012                      | Victoria Azarenka                                    | Maria Sharapova                                      | 6–3, 6–1                                             |
| 2013                      | Serena Williams (2)                                  | Jelena Janković                                      | 6–2, 6–2                                             |
| 2014                      | Maria Sharapova                                      | Petra Kvitová                                        | 6–4, 2–6, 6–3                                        |
| 2015                      | Garbiñe Muguruza                                     | Timea Bacsinszky                                     | 7–5, 6–4                                             |
| 2016                      | Agnieszka Radwańska (2)                              | Johanna Konta                                        | 6–4, 6–2                                             |
| 2017                      | Caroline Garcia                                      | Simona Halep                                         | 6–4, 7–6(7–3)                                        |
| 2018                      | Caroline Wozniacki (2)                               | Anastasija Sevastova                                 | 6–3, 6–3                                             |
| 2019                      | Naomi Osaka                                          | Ashleigh Barty                                       | 3–6, 6–3, 6–2                                        |
| 2020 2021                 | Anulat din cauza pandemiei de COVID-19               | Anulat din cauza pandemiei de COVID-19               | Anulat din cauza pandemiei de COVID-19               |
| 2022                      | Suspendat din cauza acuzațiilor făcute de Peng Shuai | Suspendat din cauza acuzațiilor făcute de Peng Shuai | Suspendat din cauza acuzațiilor făcute de Peng Shuai |
| ↓ WTA 1000 ↓              |                                                      |                                                      |                                                      |
| 2023                      | Iga Świątek                                          | Liudmila Samsonova                                   | 6–2, 6–2                                             |
| 2024                      | Coco Gauff                                           | Karolína Muchová                                     | 6–1, 6–3                                             |

### Dublu masculin
| An          | Campioni                                             | Finaliști                                            | Scor                                                 |
| ----------- | ---------------------------------------------------- | ---------------------------------------------------- | ---------------------------------------------------- |
| ↓ ATP 250 ↓ |                                                      |                                                      |                                                      |
| 2004        | Justin Gimelstob Graydon Oliver                      | Alex Bogomolov Jr. Taylor Dent                       | 4–6, 6–4, 7–6                                        |
| 2005        | Justin Gimelstob (2) Nathan Healey                   | Dmitry Tursunov Mikhail Youzhny                      | 4–6, 6–3, 6–2                                        |
| 2006        | Mahesh Bhupathi Mario Ančić                          | Michael Berrer Kenneth Carlsen                       | 6–4, 6–3                                             |
| 2007        | Rik de Voest Ashley Fisher                           | Chris Haggard Lu Yen-hsun                            | 6–7, 6–0, [10–6]                                     |
| 2008        | Stephen Huss Ross Hutchins                           | Ashley Fisher Bobby Reynolds                         | 7–5, 6–4                                             |
| ↓ ATP 500 ↓ |                                                      |                                                      |                                                      |
| 2009        | Bob Bryan Mike Bryan                                 | Mark Knowles Andy Roddick                            | 6–4, 6–2                                             |
| 2010        | Bob Bryan (2) Mike Bryan (2)                         | Mariusz Fyrstenberg Marcin Matkowski                 | 6–1, 7–6(7–5)                                        |
| 2011        | Michaël Llodra Nenad Zimonjić                        | Robert Lindstedt Horia Tecău                         | 7–6(7–2), 7–6(7–4)                                   |
| 2012        | Bob Bryan (3) Mike Bryan (3)                         | Carlos Berlocq Denis Istomin                         | 6–3, 6–2                                             |
| 2013        | Max Mirnyi Horia Tecău                               | Fabio Fognini Andreas Seppi                          | 6–4, 6–2                                             |
| 2014        | Jean-Julien Rojer Horia Tecău (2)                    | Julien Benneteau Vasek Pospisil                      | 6–7(6–8), 7–5, [10–5]                                |
| 2015        | Vasek Pospisil Jack Sock                             | Daniel Nestor Édouard Roger-Vasselin                 | 3–6, 6–3, [10–6]                                     |
| 2016        | Pablo Carreño Busta Rafael Nadal                     | Jack Sock Bernard Tomic                              | 6–7(6–8), 6–2, [10–8]                                |
| 2017        | Henri Kontinen John Peers                            | John Isner Jack Sock                                 | 6–3, 3–6, [10–7]                                     |
| 2018        | Łukasz Kubot Marcelo Melo                            | Oliver Marach Mate Pavić                             | 6–1, 6–4                                             |
| 2019        | Ivan Dodig Filip Polášek                             | Łukasz Kubot Marcelo Melo                            | 6–3, 7–6(7−4)                                        |
| 2020 2021   | Anulat din cauza pandemiei de COVID-19               | Anulat din cauza pandemiei de COVID-19               | Anulat din cauza pandemiei de COVID-19               |
| 2022        | Suspendat din cauza acuzațiilor făcute de Peng Shuai | Suspendat din cauza acuzațiilor făcute de Peng Shuai | Suspendat din cauza acuzațiilor făcute de Peng Shuai |
| 2023        | Ivan Dodig (2) Austin Krajicek                       | Wesley Koolhof Neal Skupski                          | 6–7(12–14), 6–3, [10–5]                              |
| 2024        | Simone Bolelli Andrea Vavassori                      | Harri Heliövaara Henry Patten                        | 4–6, 6–3, [10–5]                                     |

### Dublu feminin
| An                        | Campioane                                            | Finaliste                                            | Scor                                                 |
| ------------------------- | ---------------------------------------------------- | ---------------------------------------------------- | ---------------------------------------------------- |
| 2004                      | Emmanuelle Gagliardi Dinara Safina                   | Gisela Dulko María Vento-Kabchi                      | 6–4, 6–4                                             |
| 2005                      | Nuria Llagostera Vives María Vento-Kabchi            | Yan Zi Zheng Jie                                     | 6–2, 6–4                                             |
| 2006                      | Virginia Ruano Pascual Paola Suárez                  | Anna Chakvetadze Elena Vesnina                       | 6–2, 6–4                                             |
| 2007                      | Chuang Chia-jung Hsieh Su-wei                        | Han Xinyun Xu Yifan                                  | 7–6(7–1), 6–3                                        |
| 2008                      | Anabel Medina Garrigues Caroline Wozniacki           | Han Xinyun Xu Yifan                                  | 6–1, 6–3                                             |
| ↓ WTA Premier Mandatory ↓ |                                                      |                                                      |                                                      |
| 2009                      | Hsieh Su-wei (2) Peng Shuai                          | Alla Kudryavtseva Ekaterina Makarova                 | 6–3, 6–1                                             |
| 2010                      | Olga Govortsova Chuang Chia-jung                     | Gisela Dulko Flavia Pennetta                         | 7–6(7–2), 1–6, [10–7]                                |
| 2011                      | Květa Peschke Katarina Srebotnik                     | Gisela Dulko Flavia Pennetta                         | 6–3, 6–4                                             |
| 2012                      | Ekaterina Makarova Elena Vesnina                     | Nuria Llagostera Vives Sania Mirza                   | 7–5, 7–5                                             |
| 2013                      | Cara Black Sania Mirza                               | Vera Dushevina Arantxa Parra Santonja                | 6–2, 6–2                                             |
| 2014                      | Andrea Hlaváčková Peng Shuai (2)                     | Cara Black Sania Mirza                               | 6–4, 6–4                                             |
| 2015                      | Martina Hingis Sania Mirza (2)                       | Chan Hao-ching Chan Yung-jan                         | 6–7(9–11), 6–1, [10–8]                               |
| 2016                      | Bethanie Mattek-Sands Lucie Šafářová                 | Caroline Garcia Kristina Mladenovic                  | 6–4, 6–4                                             |
| 2017                      | Chan Yung-jan Martina Hingis (2)                     | Tímea Babos Andrea Hlaváčková                        | 6–1, 6–4                                             |
| 2018                      | Andrea Sestini Hlaváčková (2) Barbora Strýcová       | Gabriela Dabrowski Xu Yifan                          | 4–6, 6–4, [10–8]                                     |
| 2019                      | Sofia Kenin Bethanie Mattek-Sands (2)                | Jeļena Ostapenko Dayana Yastremska                   | 6–3, 6–7(5–7), [10–7]                                |
| 2020 2021                 | Anulat din cauza pandemiei de COVID-19               | Anulat din cauza pandemiei de COVID-19               | Anulat din cauza pandemiei de COVID-19               |
| 2022                      | Suspendat din cauza acuzațiilor făcute de Peng Shuai | Suspendat din cauza acuzațiilor făcute de Peng Shuai | Suspendat din cauza acuzațiilor făcute de Peng Shuai |
| ↓ WTA 1000 ↓              |                                                      |                                                      |                                                      |
| 2023                      | Marie Bouzková Sara Sorribes Tormo                   | Chan Hao-ching Giuliana Olmos                        | 3–6, 6–0, [10–4]                                     |
| 2024                      | Sara Errani Jasmine Paolini                          | Chan Hao-ching Veronika Kudermetova                  | 6–4, 6–4                                             |